# Senat Scholz II
Der rot-grüne Senat Scholz II war seit der Wiederwahl von Olaf Scholz zum Ersten Bürgermeister am 15. April 2015 die Landesregierung in Hamburg. Die Bürgerschaftswahl am 15. Februar 2015 führte zum Verlust der absoluten Mehrheit der SPD in der Hamburgischen Bürgerschaft. Nach Koalitionsgesprächen mit den Hamburger Grünen wurde der ausgehandelte Koalitionsvertrag am 8. April 2015 der Öffentlichkeit vorgestellt. Auf einer Landesmitgliederversammlung am 12. April stimmten die Grünen dem Koalitionsvertrag sowie den Besetzungen der grünen Senatsposten zu. Am 14. April stimmten die Sozialdemokraten dem Vertragswerk zu.
Am 15. April wurde Scholz in der Bürgerschaft mit 75 von 120 Stimmen erneut zum Ersten Bürgermeister gewählt. Anschließend wurden die Senatoren gewählt.
Entsprechend der Ämterverteilung, die im Koalitionsvertrag festgelegt wurde, setzte sich der Senat Scholz II seit seiner Wahl am 15. April wie folgt zusammen.:

## Senat
| Amt                                                             | Bild | Name                                                                           | Partei                                                                      | Partei | Staatsräte | Partei          | Partei          |
| --------------------------------------------------------------- | --- | ------------------------------------------------------------------------------ | --------------------------------------------------------------------------- | --- | --- | --------------- | --------------- |
| Präsident des Senats und Erster Bürgermeister Senatskanzlei     | | Olaf Scholz (bis 13. März 2018)                                                |                                                                             | SPD | Carsten Brosda (bis 31. Januar 2017) Staatsrat in der Senatskanzlei für die Bereiche Medien und Digitalisierung                                                                                                |                 | SPD             |
| Präsident des Senats und Erster Bürgermeister Senatskanzlei     | Wolfgang Schmidt Staatsrat der Senatskanzlei; Bevollmächtigter beim Bund, bei der Europäischen Union und für auswärtige Angelegenheiten | Olaf Scholz (bis 13. März 2018)                                                | SPD                                                                         | SPD | |                 |                 |
| Präsident des Senats und Erster Bürgermeister Senatskanzlei     | Christoph Krupp Chef der Senatskanzlei und des Personalamtes                                                                            | Olaf Scholz (bis 13. März 2018)                                                | SPD                                                                         | SPD | |                 |                 |
| Zweite Bürgermeisterin                                          | | Katharina Fegebank (ab 13. März 2018, geschäftsführende Erste Bürgermeisterin) |                                                                             | B’90/Grüne | |                 |                 |
| Behörde für Wissenschaft, Forschung und Gleichstellung          | Eva Gümbel Staatsrätin der Behörde für Wissenschaft, Forschung und Gleichstellung                                                       | Katharina Fegebank (ab 13. März 2018, geschäftsführende Erste Bürgermeisterin) |                                                                             | B’90/Grüne | B’90/Die Grünen |                 |                 |
| Justizbehörde                                                   | | Till Steffen                                                                   | B’90/Die Grünen                                                             | Katja Günther Staatsrätin der Justizbehörde | | B’90/Die Grünen |                 |
| Behörde für Schule und Berufsbildung                            | | Ties Rabe                                                                      |                                                                             | SPD | Michael Voges (bis 31. Dezember 2016) Staatsrat der Behörde für Schule und Berufsbildung Rainer Schulz (ab 1. Januar 2017) Staatsrat der Behörde für Schule und Berufsbildung                                  |                 | SPD             |
| Behörde für Kultur und Medien (bis 31. März 2017 Kulturbehörde) | | Barbara Kisseler (bis zu ihrem Tod am 7. Oktober 2016)                         |                                                                             | parteilos | Carsten Brosda (bis 31. Januar 2017) Staatsrat der Kulturbehörde Jana Schiedek (ab 1. Februar 2017) Staatsrätin der Kulturbehörde                                                                              | SPD             |                 |
| Behörde für Kultur und Medien (bis 31. März 2017 Kulturbehörde) | Carsten Brosda (ab 1. Februar 2017) |                                                                                | SPD                                                                         | | Carsten Brosda (bis 31. Januar 2017) Staatsrat der Kulturbehörde Jana Schiedek (ab 1. Februar 2017) Staatsrätin der Kulturbehörde                                                                              | SPD             |                 |
| Behörde für Arbeit, Soziales, Familie und Integration           | | Detlef Scheele (bis 30. September 2015)                                        | SPD                                                                         | Jan Pörksen Staatsrat der Behörde für Arbeit, Soziales, Familie und Integration | SPD |                 |                 |
| Behörde für Arbeit, Soziales, Familie und Integration           | Melanie Leonhard (ab 1. Oktober 2015)                                                                                                   |                                                                                | SPD                                                                         | Jan Pörksen Staatsrat der Behörde für Arbeit, Soziales, Familie und Integration | SPD |                 |                 |
| Behörde für Gesundheit und Verbraucherschutz                    | | Cornelia Prüfer-Storcks                                                        | SPD                                                                         | Elke Badde Staatsrätin der Behörde für Gesundheit und Verbraucherschutz | SPD |                 |                 |
| Behörde für Stadtentwicklung und Wohnen                         | | Dorothee Stapelfeldt                                                           | SPD                                                                         | Matthias Kock Staatsrat der Behörde für Stadtentwicklung und Wohnen | | parteilos       |                 |
| Behörde für Umwelt und Energie                                  | | Jens Kerstan                                                                   |                                                                             | B’90/Die Grünen | Michael Pollmann Staatsrat der Behörde für Umwelt und Energie |                 | B’90/Die Grünen |
| Behörde für Wirtschaft, Verkehr und Innovation                  | | Frank Horch                                                                    |                                                                             | parteilos | Rolf Bösinger Staatsrat der Behörde für Wirtschaft, Verkehr und Innovation (Bereich Wirtschaft und Innovation) Andreas Rieckhof Staatsrat der Behörde für Wirtschaft, Verkehr und Innovation (Bereich Verkehr) |                 | SPD             |
| Behörde für Inneres und Sport                                   | | Michael Neumann (bis 18. Januar 2016)                                          |                                                                             | SPD | Christoph Holstein Staatsrat der Behörde für Inneres und Sport (Bereich Sport) |                 | SPD             |
| Behörde für Inneres und Sport                                   | | Andy Grote (ab 20. Januar 2016)                                                | Bernd Krösser Staatsrat der Behörde für Inneres und Sport (Bereich Inneres) | SPD | | parteilos       |                 |
| Finanzbehörde                                                   | | Peter Tschentscher                                                             | SPD                                                                         | Jens Lattmann (bis 12. November 2017) Staatsrat der Finanzbehörde Elke Badde (bis 12. November 2017) Staatsrätin für die Bezirke in der Finanzbehörde Bettina Lentz (ab 13. November 2017) Staatsrätin der Finanzbehörde | | SPD             |                 |

Olaf Scholz trat am 13. März 2018 von seinem Amt zurück, um als Bundesfinanzminister nach Berlin zu wechseln.